# Obrenovac

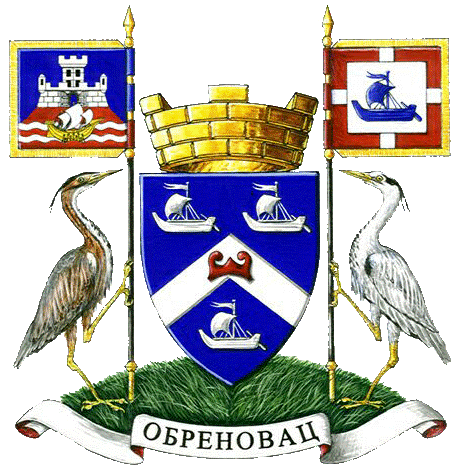
Wapen

Obrenovac (Servisch: Обреновац) is een stad in het district Belgrado in Centraal-Servië. In 2003 telde de stad 23.620 inwoners.

## Geboren
- Nenad Jestrović (9 mei 1976), voetballer
- Marko Simić (16 juni 1987), Montenegrijns voetballer
- Milan Stankovic (9 september 1987), zanger
- Ivan Obradović (25 juli 1988), voetballer
- Filip Đuričić (30 januari 1992), voetballer

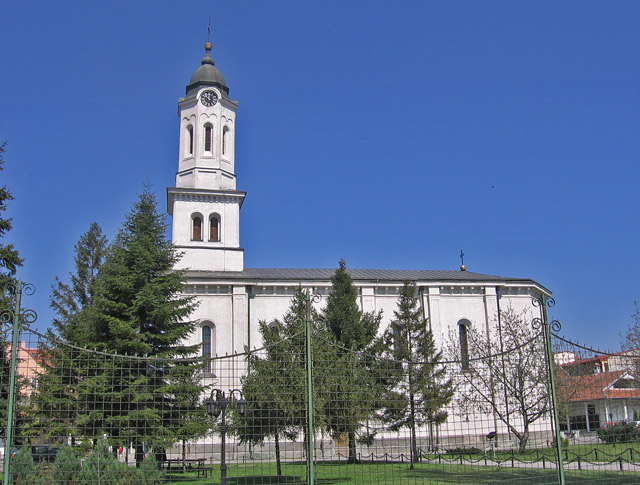
Kerk

Barajevo · Čukarica · Grocka · Lazarevac · Mladenovac · Novi Beograd · Obrenovac · Palilula · Rakovica · Savski Venac · Sopot · Stari Grad · Surčin · Voždovac · Vračar · Zemun · Zvezdara